# Liste der Flüsse in Island
Auf einer Insel wie Island haben Flüsse natürlich nicht eine Länge, die mit Flüssen auf dem Festland vergleichbar wäre. Trotzdem sind einige isländische Flüsse recht bekannt. Keiner der Flüsse ist schiffbar. Dies ist die Liste der wichtigsten Flüsse:
| Fluss                             | Gesamt- länge in km | Landesteil       | Quelle                                                                   | Mündung                                                                        | Wichtige Zuflüsse           | mittlere Sommer Abfluss- menge in m³/s | mittlere Winter Abfluss- menge in m³/s | höchste je gemessene Abfluss- menge in m³/s | Gesamt- Einzugs- gebiet in km² |
| --------------------------------- | ------------------- | ---------------- | ------------------------------------------------------------------------ | ------------------------------------------------------------------------------ | --------------------------- | -------------------------------------- | -------------------------------------- | ------------------------------------------- | ------------------------------ |
| Hvítá                             | 185                 | Süden            | im Gletschersee Hvítárvatn am Langjökull                                 | in den Atlantik in Südisland bei Selfoss                                       | Brúará, Tungufljót          | 100–180                                | 50–110                                 | 2000                                        | 1644                           |
| Krossá                            | 41                  | Süden            | auf dem Mýrdalsjökull                                                    | in den Markarfljót                                                             |                             |                                        |                                        |                                             |                                |
| Kúðafljót                         | 115                 | Südisland        | auf dem Mýrdalsjökull                                                    | in den Atlantik auf dem Mýrdalssandur zwischen Álfataver und Meðalland         | Hólmsá, Tungufljót, Eldvatn | 230                                    |                                        | 2000                                        | 2.400                          |
| Markarfljót (A)                   | 100                 | Süden            | auf dem Mýrdalsjökull                                                    | in den Atlantik westlich des Eyjafjallajökull bei Hvolsvöllur                  | Krossá                      | 40–100                                 | 20–40                                  | 2100                                        | 1.070                          |
| Múlakvísl                         |                     | Süden            | auf dem Mýrdalsjökull                                                    | in den Atlantik auf dem Mýrdalssandur zwischen Hjörleifshöfði und Vík í Mýrdal |                             |                                        |                                        | 2500                                        |                                |
| Ölfusá                            | 185 (mit Hvítá)     | Süden            | Zusammenfluss von Sog und Hvítá                                          | nicht weit von Selfoss in den Atlantik                                         | Sog, Hvítá                  | 330–470                                | 300–500                                | 2500                                        | 6100                           |
| Öxará                             | 17                  | Süden            | aus dem See Myrkvavatn zwischen Leggjabrjótur und Búrfell bei Þingvellir | in den See Þingvallavatn                                                       |                             | 100–180                                | 50–110                                 |                                             | 45                             |
| Eystri-Rangá                      |                     | Süden            | Rangárbotn, Rangvellingaafréttir unterhalb des Tindfjallajökull          | in die Þverá (Rangárvallasýsla)                                                |                             | 15–25                                  | 15–25                                  | 250                                         |                                |
| Skaftá                            | 115                 | Süden            | Skaftárjökull, Talgletscher des Vatnajökull                              | in den Nordatlantik                                                            |                             |                                        |                                        | 1.500                                       | 1400                           |
| Skeiðará                          | 30                  | Süden            | Vatnajökull, Grímsvötn, Skeiðarárjökull                                  | in den Nordatlantik                                                            |                             | 200                                    | 10                                     | 45.000                                      | 1600–1700                      |
| Sog                               | 19                  | Süden            | im Þingvallavatn                                                         | Zusammenfluss mit der Hvítá (Ölfusá) bei Selfoss                               |                             | 105                                    | 105                                    | 378                                         |                                |
| Tungnaá                           | 129                 | Süden            | bei Kerlingar am westlichen Vatnajökull                                  | in die Þjórsá oberhalb des Búrfell-Kraftwerks                                  |                             | 100–160                                | 100–160                                |                                             | 3040                           |
| Þjórsá (A)                        | 230                 | Süden            | Bergvatnskvíslar am Hofsjökull                                           | in den Atlantik zwischen Stokkseyri und Hella                                  | Tungnaá                     | 350–700                                | 200–350                                | 3000–4000                                   | 7530                           |
| Elliðaá                           | 34                  | Hauptstadtgebiet | in der Gebirgskette der Bláfjöll                                         | in Reykjavík / Elliðaárvogur                                                   |                             | 2–5                                    | 2,5–12                                 | 110                                         | 270                            |
| Hvítá (Borgarfjörður) (F)         | 117                 | Südisland        | am Flosaskarð am Eiríksjökull                                            | in den Borgarfjörður                                                           | Norðurá (Hvítá), Grímsá     | 70–90                                  | 60–100                                 | 500                                         | 1685                           |
| Norðurá (Hvítá)                   | 62                  | Westen           | auf der Holtavörðuheiði                                                  | bei Stafholtstungur in die Hvítá (Borgarfjörður)                               |                             | 10–40                                  | 6–30                                   |                                             | 575                            |
| Þverá (Borgarfjörður) = Kjarrá    | 26                  | Westen           | auf der Hochebene Tvídægra                                               | in die Hvítá (Borgarfjörður)                                                   |                             |                                        |                                        |                                             |                                |
| Reykjadalsá (Borgarfjörður)       | 38                  | Westen           | am Fuße des Schildvulkans Ok                                             | in die Hvítá (Borgarfjörður)                                                   |                             |                                        |                                        |                                             | 210                            |
| Dynjandisá                        |                     | Westen           | auf der Dynjandisheiði                                                   | in den Geirþjófsfjörður                                                        |                             | 2–8                                    | 1–4                                    | 10                                          |                                |
| Blanda                            | 125                 | Nordwesten       | auf dem Gletscher Hofsjökull                                             | bei Blönduós in die Bucht Húnaflói                                             | Svartá                      | 40–90                                  | 20–30                                  | 550                                         | 2370                           |
| Eyjafjarðará                      | 60                  | Nordosten        | im oberen Eyjafjarðardalur                                               | in den Eyjafjörður südlich von Akureyri                                        |                             |                                        |                                        |                                             |                                |
| Fnjóská                           | 117                 | Nordosten        | auf dem Hochland in der Nähe der Sprengisandur                           | bei Laufás in den Eyjafjörður                                                  |                             | 20–150                                 | 20–30                                  | 500                                         |                                |
| Glerá                             |                     | Nordosten        | im oberen Glerárdalur nördlich des Berges Kerling                        | in den Eyjafjörður bei Akureyri                                                |                             |                                        |                                        |                                             |                                |
| Héraðsvötn (G)                    | 130                 | Nordisland       | Zusammenfluss von Austari-Jökulsá und Vestari-Jökulsá                    | in den Skagafjörður                                                            |                             | 111                                    | 40                                     | 800                                         | 3650                           |
| Hofsá                             | 85                  | Nordisland       | auf der Jökuldalsheiði                                                   | in den Vopnafjörður                                                            |                             |                                        |                                        |                                             |                                |
| Hörgá                             | 50                  | Nordisland       | im Hörgárdalur                                                           | in den Eyjafjörður, nicht weit von Dalvík                                      |                             |                                        |                                        |                                             |                                |
| Jökulsá á Fjöllum (G)             | 206                 | Nordisland       | am nördlichen Vatnajökull (Brúarjökull)                                  | in den Öxarfjörður                                                             | Arnardalsá, Kreppá          | 183                                    |                                        | vermutlich um 200.000                       | 7380                           |
| Kreppa                            | 60                  | Nordisland       | auf dem Brúarjökull                                                      | in die Jökulsá á Fjöllum                                                       |                             |                                        |                                        |                                             |                                |
| Laxá í Aðaldal                    | 93                  | Nordisland       | im See Mývatn                                                            | in die Bucht Skjálfandafljót                                                   | Reykjadalsá                 |                                        |                                        |                                             | 2150                           |
| Norðurá (Héraðsvötn)              |                     | Nordisland       | auf der Öxnadalsheiði und Hörgárdalsheiði                                | in die Héraðsvötn                                                              |                             | 15                                     |                                        |                                             |                                |
| Skjálfandafljót (G)               | 178                 | Nordisland       | auf dem Vonarskarð unterhalb der Bárðarbunga                             | südlich von Húsavík in die Bucht Skjálfandi                                    | Svartá, Sandá, Mjóadalsá    | 70–200                                 | 35–70                                  | 1000                                        | 3860                           |
| Lagarfljót                        | 140                 | Osten            | im oberen Fljótsdalur am Eyjabakkajökull (Jökulsá á Fljótsdal)           | gemeinsam mit der Jökulsá á Brú in die Bucht Héraðsflói                        | Grímsá, Eyvindursá          |                                        |                                        |                                             | 2900                           |
| Jökulsá á Brú = Jökulsá á Dal (G) | 150                 | Osten            | am Brúarjökull                                                           | gemeinsam mit dem Lagarfljót in die Bucht Héraðsflói                           | Gilsá                       | 200–500                                | 15–70                                  | 1000                                        | 3700                           |

(A) Der Fluss bildet ein Flusssystem und sind dem Atlantischen Ozean untergeordnet.
(F) Der Fluss bildet ein Flusssystem und sind Faxaflói und dieses dem Atlantischen Ozean untergeordnet.
(G) Der Fluss bildet ein Flusssystem und sind der Grönlandsee untergeordnet.